# Júlia Blasco Estellés
Júlia Blasco Estellés   (Serra, 1945) és una sociolingüista valenciana.
Blasco es llicencià en filosofia i exercí com a treballadora social. El 2001 va obtenir el Premi Joan Fuster d'assaig per l'obra Joan Fuster. Converses filosòfiques, que recull un seguit de converses que l'autora, juntament amb el seu germà Josep Lluís, ex degà de la Facultat de Filosofia de Valencia, va tenir amb Joan Fuster entre el 1979 i el 1981, en plena batalla de València. El llibre presenta una anàlisi de l'humanisme de Fuster i la transcripció de les onze cintes de les converses. El 2002 participà dins de les XI Jornades de Sociolingüística d'Alcoi a la taula rodona sobre Joan Fuster Quaranta anys després de Nosaltres els valencians.
Blasco està casada amb l'exalcalde de València, Ricard Pérez Casado.